# Beth Cochran
Beth Cochran (11 giugno 1964) è un'ex cestista canadese.

## Carriera
Con il Canada ha disputato i Campionati mondiali del 1986 e i Giochi panamericani di Indianapolis 1987.